# Jardín Botánico Foster
El Jardín Botánico Foster en inglés : Foster Botanical Garden es un jardín botánico de 5.5 hectáreas (13.5 acres) de extensión que se ubica en Honolulu, Hawái.
El jardín botánico Foster está enmarcado en el Sistema de Jardines Botánicos de Honolulu.
El código de identificación del Foster Botanical Garden como miembro del "Botanic Gardens Conservation International" (BGCI), así como las siglas de su herbario es HFOS.

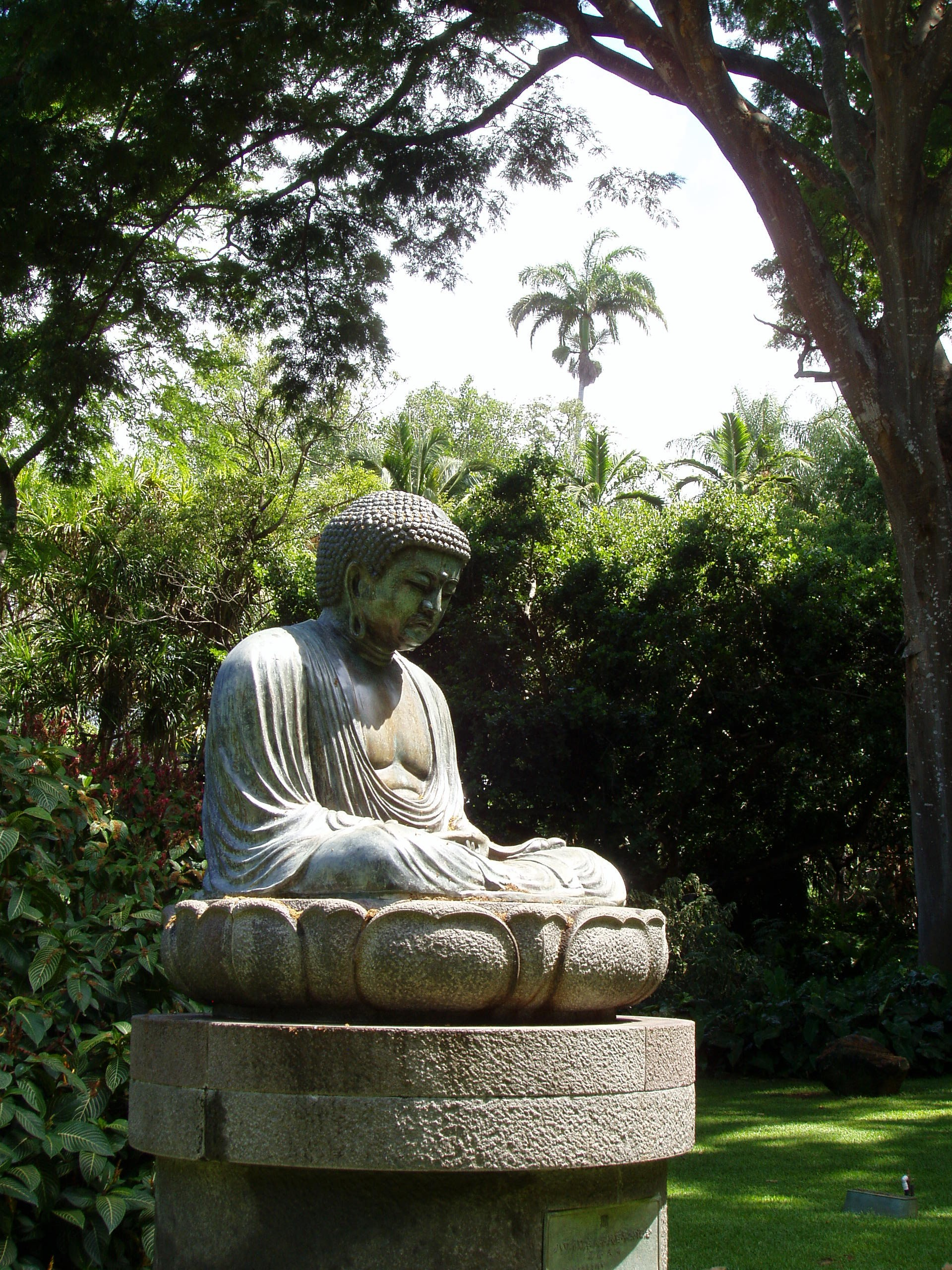
Daibutsu conmemorativo de la inmigración japonesa a la isla.

## Localización
El Jardín Botánico Foster se ubica cerca de Chinatown en las intersecciones de « Nu'uanu avenue » y « Vineyard Boulevard ». Foster es único por estar ubicado en una zona altamente urbana con bulevares, escuelas, y facilidades religiosas con templos tanto Budista como Metodista en sus inmediaciones.
Este es el jardín botánico más antiguo de Hawái, y se encuentra incluido en el listado del National Register of Historic Places.
Foster Botanical Garden, Honolulu Botanic Gardens 50 N. Vineyard Boulevard, Honolulu county, Oʻahu island, Hawaii HI 96817 United States of America-Estados Unidos de América.
Planos y vistas satelitales.21°18′58″N 157°51′28″O / 21.31611, -157.85778
El jardín botánico está abierto al público. Se cobra una cuota de admisión.

## Historia
El jardín botánico fue fundado en 1930 y es uno de los cinco jardines botánicos integrante del Sistema de Jardines Botánicos de Honolulu.
En 1853, la reina Kalama arrendó 4.6 acres (1,9 ha) de tierra a William Hillebrand, un médico y botánico alemán que en este lugar construyó su hogar y plantó diversos árboles.
Durante su estancia, introdujo en Hawái un determinado número de plantas, así como ciervos y pájaros de mynah. Muchos de los mayores árboles que crecen actualmente en la terraza superior son de las plantaciones que hizo Hillebrand. Después de 20 años Hillebrand volvió a Alemania, en donde publicó en 1888 su Flora of the Hawaiian Islands.
En 1884 la finca fue vendida a Thomas y Mary Foster, que continuó desarrollando el jardín como su hogar de residencia. A su muerte en 1930, Mary Foster legó la tierra y casa, a la ciudad y condado de Honolulu, con la cláusula de que la ciudad "acepte y guarde por siempre y mantenga correctamente (los jardines) como un parque público y tropical que se denominará como Foster Park". En esos momentos los jardines tenían unos escasos 5.5 acres (2 ha).
El Dr. Harold Lyon, primer director del Foster Garden, introdujo en Hawái miles de nuevas plantas y árboles, y comenzó su reconocida colección de orquídeas.
Paul Weissich, director desde 1957 a 1989, incrementó la extensión del Foster Garden a los 14 acres (5,7 ha) de plantas introducidas y plantas nativas, en el corazón más céntrico de Honolulu, y desarrolló además cuatro nuevos enclaves en la isla de Oahu para crear el sistema de 650 acres (260 ha) de los jardines botánicos de Honolulu.
Tomados en conjunto, estos cinco jardines ofrecen especies raras de los ambientes tropicales que se extienden desde el desierto a la selva tropical, abarcando la colección más grande y más diversa de plantas tropicales de los Estados Unidos.

## Colecciones
Actualmente el jardín consiste en:

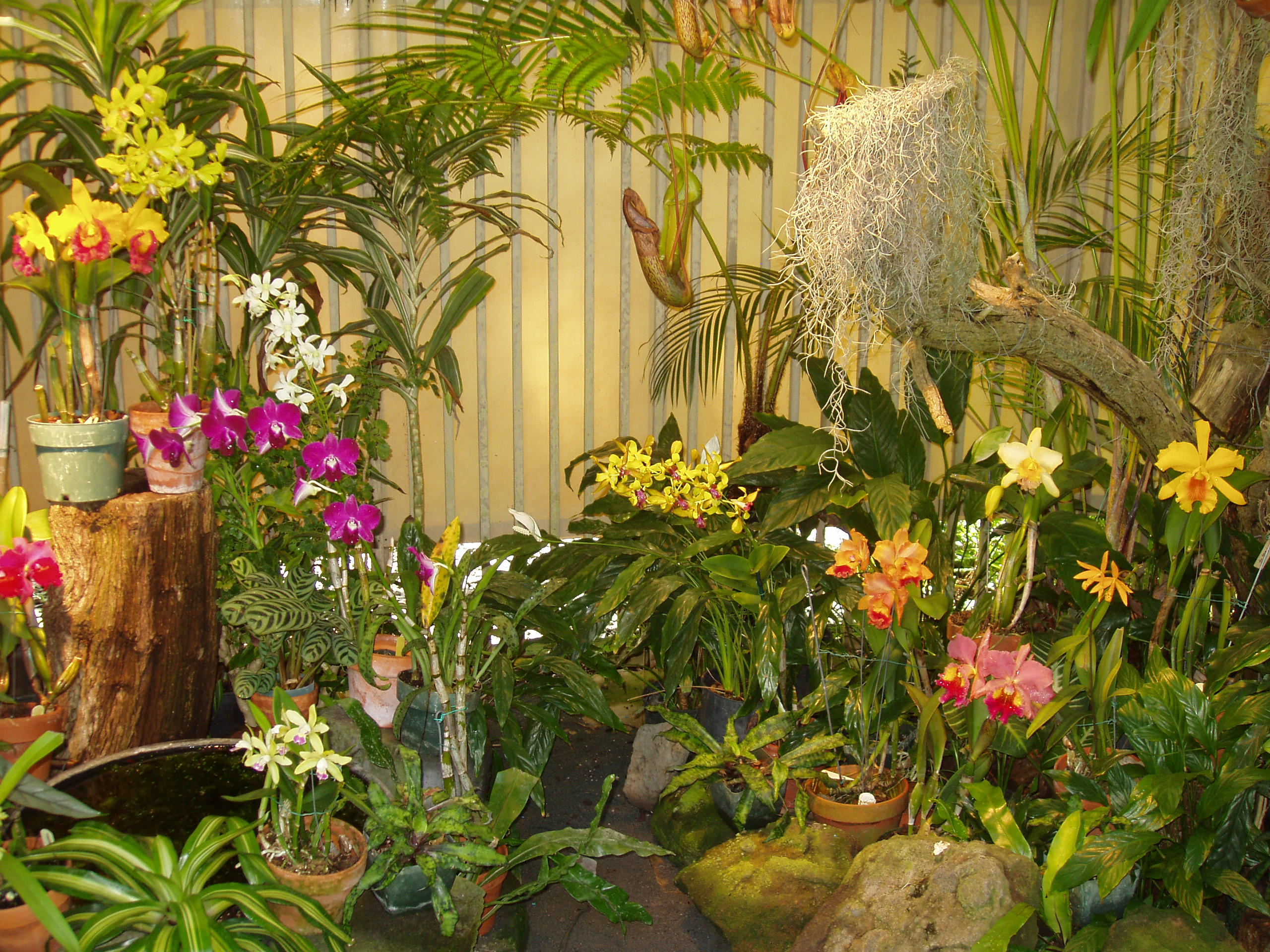
Exhibición de orquídeas.

- Terraza superior (la más vieja parte del jardín);
- Terrazas medias,
  - Colección de palmas,
  - Aroides,
  - Heliconias,
  - Jengibres);
- Jardín económico
  - Jardín de hierbas,
  - Jardín de especias,
  - Jardín de plantas para tintes,
  - Jardín de plantas venenosas;
- Cañada prehistórica, plantas primitivas plantadas en 1965);
- Lyon Orchid Garden, con una importante colección de especies de orquídeas, así como una exhibición de híbridaciones de orquídeas.

También contiene un número de árboles excepcionales, incluyendo una higuera sagrada que sea un descendiente de la copia del árbol de Bodhi bajo la cual se sentó Buda Gautama para la inspiración. Con todo, el jardín botánico alberga 25 de los cerca de 100 árboles señalados como excepcionales en la isla de Oahu .
El jardín también alberga esculturas y obras conmemorativas :
- Una pequeña réplica del Daibutsu de Kamakura conmemorativo de los 100 años del inicio de la inmigración japonesa a Hawái
- Una piedra conmemorativa del lugar del primer colegio japonés de Oahu, donde una granada antiaérea estalló en un auditorio lleno por completo de niños durante el ataque de Pearl Harbor.
- La escultura abstracta en material cerámico de 1977 'Sandwich Isle' del artista Bob Flint
- La escultura de 1974 Tree de Charles W. Watson

El jardín es la inspiración dentro la línea de Joni Mitchell para la canción popular de la década de 1970 "Big Yellow Taxi": "Took all the trees, put 'em in a tree museum / Then charge people a dollar and a half just to see 'em.".
Algunos especímenes del "Foster Botanical Garden".

Especímenes
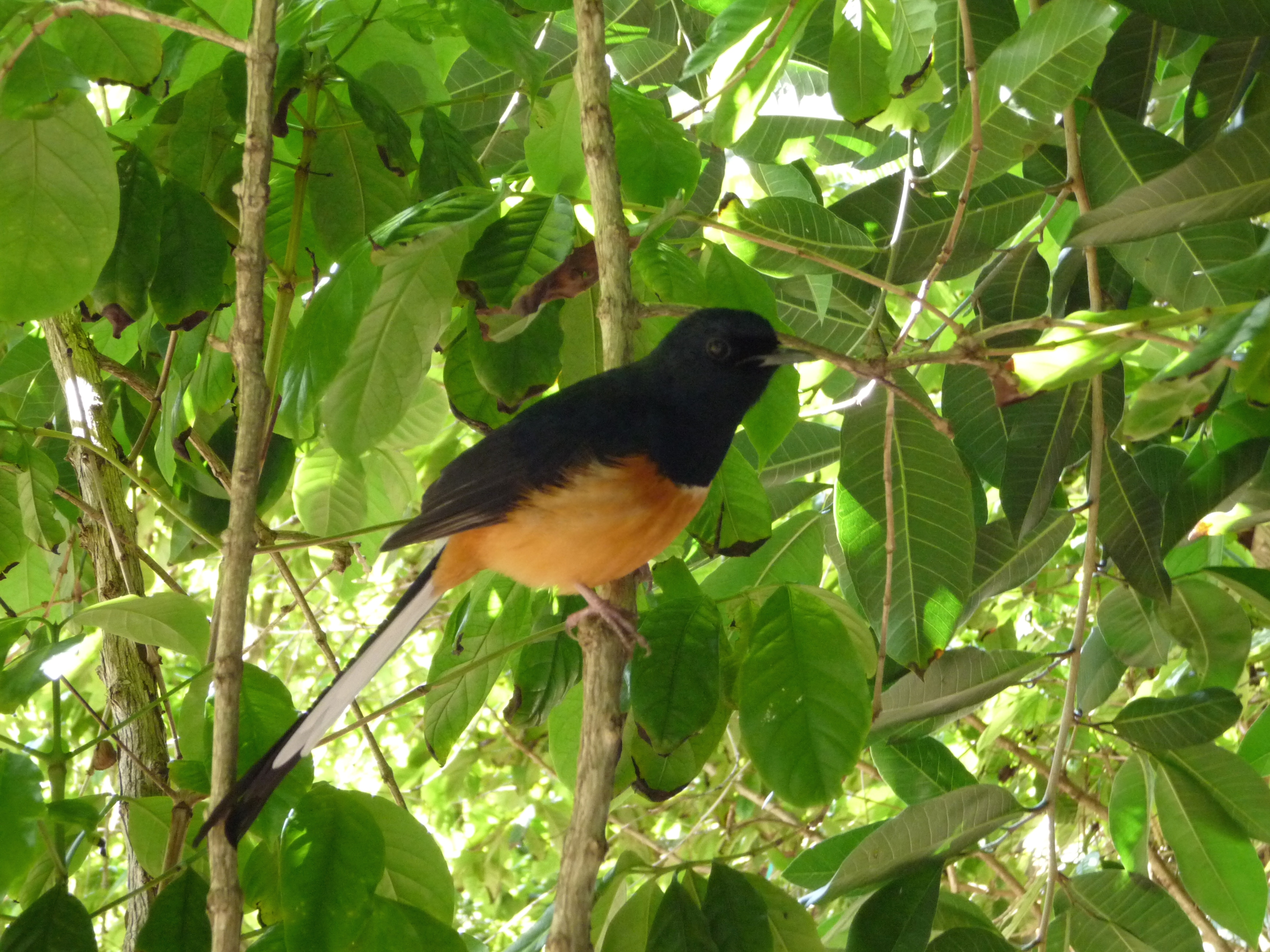
La ave Copsychus malabaricus.
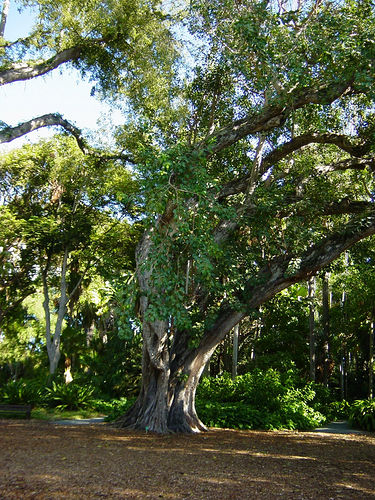
El árbol Bodhi en el "Foster botanical gardens".
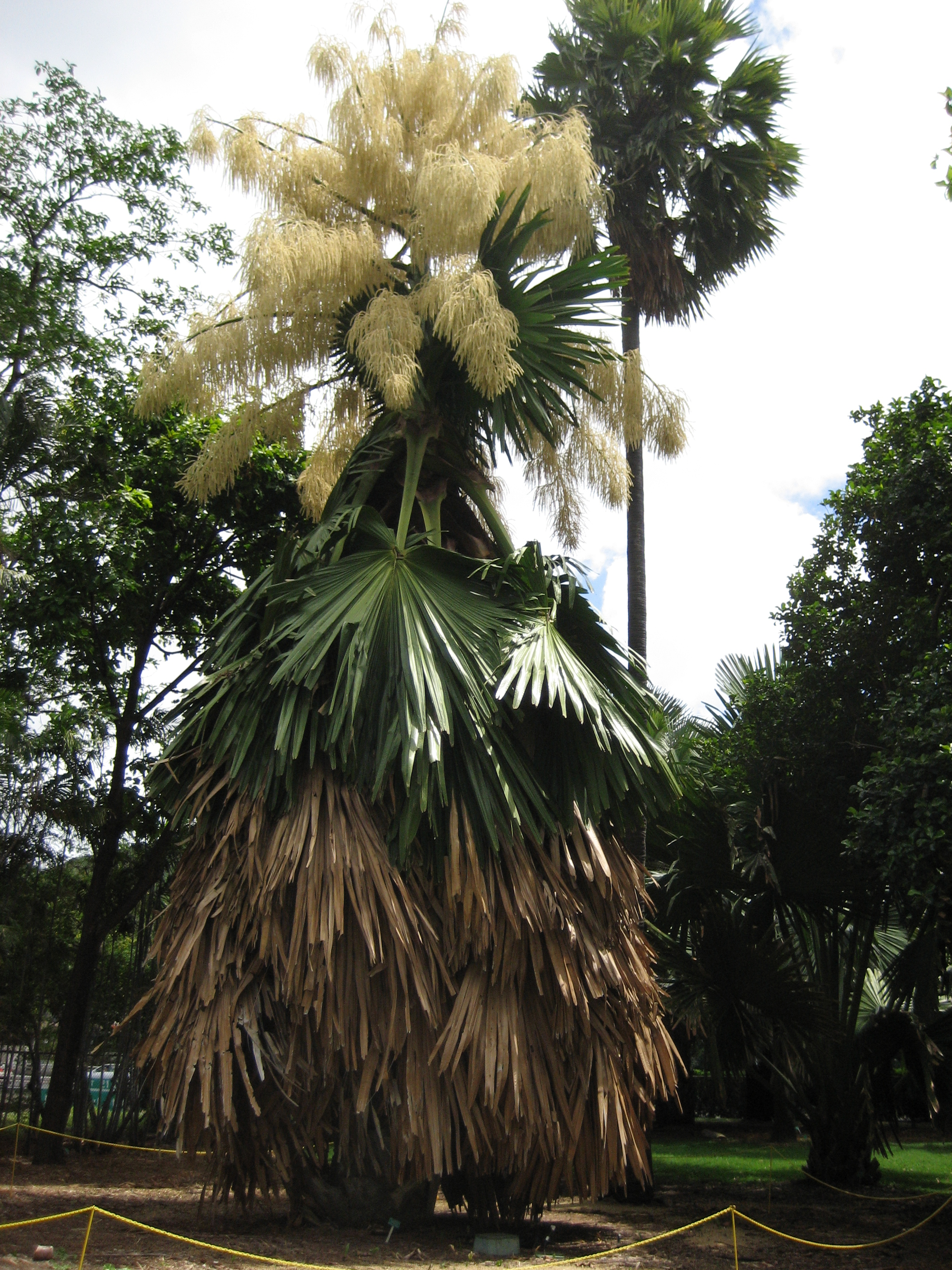
Floración de la palma Talipot.
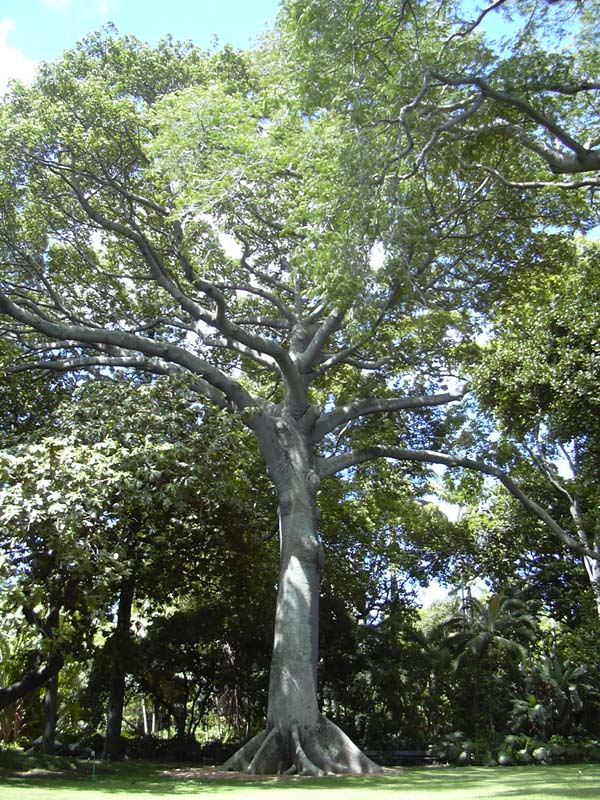
El árbol Kapok.
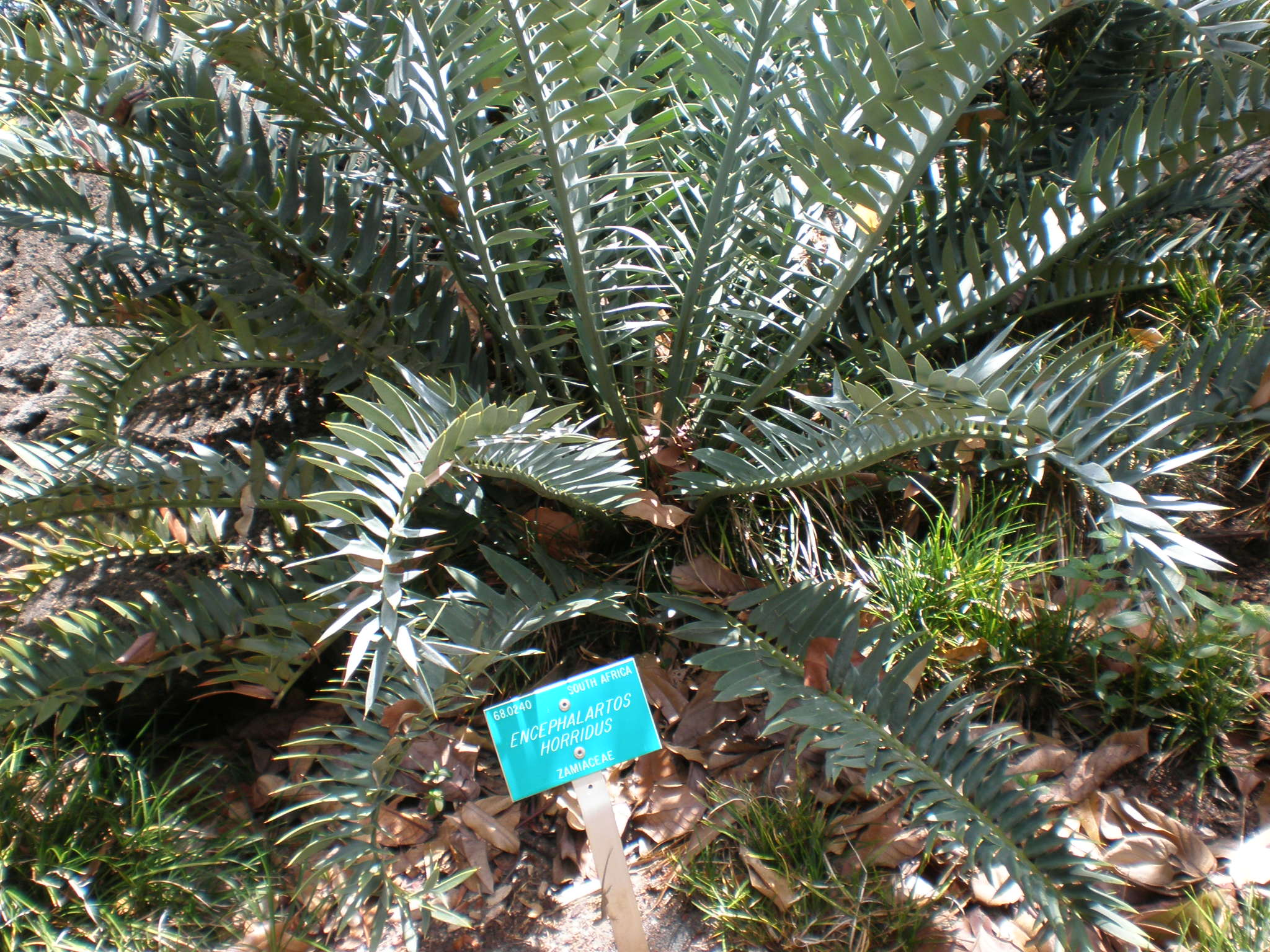
Encephalartos horridus.